# Montredon-des-Corbières
Montredon-des-Corbières è un comune francese di 1 225 abitanti situato nel dipartimento dell'Aude nella regione dell'Occitania.

## Società

### Evoluzione demografica
Abitanti censiti